# Paravespa grandis
Paravespa grandis är en stekelart som först beskrevs av Moravitz 1885.  Paravespa grandis ingår i släktet Paravespa och familjen Eumenidae.

## Underarter
Arten delas in i följande underarter:
- P. g. albida
- P. g. caucasica